# 巴苏姆
巴苏姆（德語：Bassum，德語發音：[ˈbasʊm] ⓘ）是德国下萨克森州的市镇，属于迪普霍尔茨县。该市镇总面积为169平方千米，截至2023年12月31日总人口为16,794人。

## 友好城市
- 法國 萨尔特河畔弗雷奈